# ليونورا شباير
ليونورا شباير (بالإنجليزية: Leonora Speyer)‏ (7 نوفمبر 1872، واشنطن العاصمة في الولايات المتحدة - 10 فبراير 1956، نيويورك في الولايات المتحدة)؛ كاتِبة، عازفة كمان وشاعرة أمريكية.

## الجوائز
- جائزة بوليتزر عن فئة الشعر

## روابط خارجية
- ليونورا شباير على موقع ميوزك برينز (الإنجليزية)